# Nikaragua na Letnich Igrzyskach Paraolimpijskich 2012
Nikaragua na Letnich Igrzyskach Paraolimpijskich 2012 w Londynie reprezentowało 2 zawodników w 1 konkurencji. 
Dla reprezentacji Nikaragui był to drugi start w igrzyskach paraolimpijskich (poprzednio w 2004). Dotychczas żaden zawodnik nie zdobył paraolimpijskiego medalu.

## Kadra

### Lekkoatletyka
Mężczyźni
| Zawodnik              | Konkurencja | Wynik   | Pozycja |
| --------------------- | ----------- | ------- | ------- |
| Gabriel Cuadra Holman | 200m T36    | 33.11   | 9       |
| Gabriel Cuadra Holman | 400m T36    | 1:02.88 | 8       |
| Gabriel Cuadra Holman | 800m T36    | 2:23.93 | 7       |

Kobiety
| Zawodnik                    | Konkurencja | Kwalifikacje | Kwalifikacje | Półfinał                | Półfinał                | Finał                   | Finał                   |
| Zawodnik                    | Konkurencja | Wynik        | Pozycja      | Wynik                   | Pozycja                 | Wynik                   | Pozycja                 |
| --------------------------- | ----------- | ------------ | ------------ | ----------------------- | ----------------------- | ----------------------- | ----------------------- |
| Vanessa Benavidez Hernandez | 100m T11    | 16.07        | 4            | —                       | —                       | Nie zakwalifikowała się | Nie zakwalifikowała się |
| Vanessa Benavidez Hernandez | 200m T11    | 33.51        | 4            | Nie zakwalifikowała się | Nie zakwalifikowała się | Nie zakwalifikowała się | Nie zakwalifikowała się |